# Lentipes
Lentipes – rodzaj ryb z rodziny babkowatych.

## Klasyfikacja
Gatunki zaliczane do tego rodzaju:
- Lentipes adelphizonus
- Lentipes andamanicus
- Lentipes armatus
- Lentipes concolor
- Lentipes crittersius
- Lentipes dimetrodon
- Lentipes kaaea
- Lentipes mindanaoensis
- Lentipes multiradiatus
- Lentipes rubrofasciatus
- Lentipes solomonensis
- Lentipes venustus
- Lentipes watsoni
- Lentipes whittenorum